# Punica (poema)
I Punica (La guerra punica, o Le guerre cartaginesi) di Silio Italico sono il più lungo poema in latino che si sia conservato: sono infatti composti da 12.000 versi, divisi in 17 libri. Il poeta, che scrive in tarda epoca flavia, ha scelto uno dei temi più epici della storia romana, la seconda guerra punica.

## Struttura
| Libro I    | Il soggetto del poema è la Seconda Guerra Punica (1-20). La causa della guerra fu l'odio di Giunone nei confronti di Roma. Sceglie Annibale come suo strumento (21-55). Il personaggio di Annibale e il giuramento che prestò durante l'infanzia (56-139). Asdrubale succede ad Amilcare come comandante in Spagna: il suo personaggio, le conquiste e la morte (140-181). Annibale viene scelto per succedere ad Asdrubale da tutto l'esercito in Spagna, sia cartaginesi che spagnoli (182-238). Personaggio di Annibale (239-267). Decide di attaccare Sagunto: posizione e storia della città (268-295). L'assedio di Sagunto (296-II, 695). I Saguntini mandano un'ambasciata a Roma: il discorso di Sicoris (564-671). Al Senato Cneo Cornelio Lentulo e Q. Fabio Massimo esprimono opinioni diverse: gli inviati vengono inviati ad Annibale (672-694). |
| Libro II   | Gli inviati romani, respinti da Annibale, procedono a Cartagine (1-24). Annibale si rivolge ai suoi uomini e continua l'assedio (25-269). Gli inviati romani sono ricevuti nel senato cartaginese: discorsi di Annone e Gestar: Fabio dichiara guerra (270-390). Annibale si occupa di alcune tribù ribelli e ritorna all'assedio: riceve un dono di armatura dai popoli spagnoli (391-456). Le sofferenze di Sagunto (457-474). La dea Lealtà viene inviata in città da Ercole, il suo fondatore, e li incoraggia a resistere (475-525). Ma Giunone manda una Furia dall'Inferno che fa impazzire il popolo (526-649). Costruiscono una grande pira e la accendono. Annibale prende la città (650-695). Epilogo del poeta (696-707). |
| Libro III  | Dopo la presa di Sagunto, Bostar viene inviato in Africa per consultare Giove Ammone (1-13). Annibale si reca a Gades, dove gli viene mostrato il famoso tempio di Ercole e le meraviglie delle maree dell'Atlantico (14-60). Manda sua moglie Himilce e suo figlio a Cartagine (61-157). Sogna la prossima campagna (158-213). Parte: un catalogo delle sue forze (214-405). Attraversa i Pirenei (406-441). Attraversa il Rodano e la Dura (442-476). Le Alpi sono descritte (477-499). Dopo terribili difficoltà lancia un campo sulla cima delle montagne (500-556). Venere e Giove conversano sul destino di Roma (557-629). Annibale si accampa nel paese dei Taurini (630-646). Bostar riporta dall'Africa la risposta di Giove Ammone (647-714). |
| Libro IV   | Roma è fortemente allarmata dalla notizia che Annibale ha raggiunto l'Italia: ma il Senato non perde d'animo (1-88). Annibale corteggia i Galli del Nord Italia. Scipione torna da Marsiglia (39-55). Entrambi i generali si rivolgono ai loro soldati e si preparano alla battaglia (56-100). Un presagio precede la battaglia (101-134). La battaglia di Ticino (135-479). Scipione si ritira nella Trebia ed è affiancato da un esercito sotto Tiberio Sempronio Longo (480-497). Annibale costringe i romani a combattere (498-524). La battaglia di Trebia (525-704). Il console C. Flaminio guida un nuovo esercito in Etruria (705-721). Istigato da Giunone, Annibale attraversa l'Appennino e si accampa sul Lago Trasimeno (722-762). Gli inviati di Cartagine chiedono se acconsente all'immolazione del figlio neonato: rifiuta (763-829). |
| Libro V    | Annibale pone una trappola per il nemico. Il nome del lago Trasimeno (1-23). Flaminio fa luce sui presagi avversi e sull'avvertimento di Corvino, l'indovino, e incoraggia i suoi uomini a combattere (24-185). La battaglia del Lago Trasimeno (186-687). |
| Libro VI   | Scene sul campo della battaglia persa. La fuga precipitosa dei romani (1-61). Serrano, figlio del famoso Regolo, è uno dei fuggitivi: raggiunge l'abitazione di Marus, che era stato lo scudiero di suo padre in Africa: Marus gli cura le ferite (62-100) e racconta la storia di Regolo come conquistatore e come prigioniero (101-551). Lutto e costernazione a Roma dopo la sconfitta. Serrano ritorna da sua madre, Marcia (552-589). Il Senato discute i piani di campagna. Giove impedisce ad Annibale di marciare su Roma. Q. Fabio è scelto come dictator (590-618). La sua saggezza (619-640). Annibale marcia attraverso l'Umbria e il Piceno in Campania: a Liternum vede sulle pareti del tempio immagini di scene della prima guerra punica e ordina loro di bruciarle (641-716). |
| Libro VII  | Fabius decide di non correre rischi sul campo (1-19). Cilnio, uno dei suoi prigionieri, informa Annibale riguardo alla storia familiare e al carattere di Fabio (20-78). Osservanze religiose a Roma (74-89). Fabio ripristina la disciplina nell'esercito. Annibale non può tentarlo a combattere (90-122). Annibale si trasferisce in Puglia e cerca di provocare Fabio con vari dispositivi. Ritorna in Campania e devasta il territorio Falerniano (123-161). La visita di Bacco al contadino anziano, Falerno (162-211). Fabio spiega la sua politica di inazione ai suoi soldati scontenti (212-259). Un trucco di Annibale, per rendere il Dittatore più impopolare (260-267). Annibale, dopo essere entrato in una situazione pericolosa, si scatena per mezzo di uno stratagemma e si accampa su un terreno aperto (268-376). Il dittatore, obbligato a visitare Roma, mette in guardia Minucio contro i combattimenti (377-408). Una flotta cartaginese sosta a Caieta: le Ninfe sono terrorizzate; ma la profezia di Proteo li conforta (409-493). A Minucio vengono dati uguali poteri con il Dittatore (494-522). Il dittatore ritorna e cede metà dell'esercito a Minucio, che impegna avventatamente il nemico ma viene salvato dal dittatore (523-579), salutato come "padre" da Minucio e dai soldati (730-750).                                           |
| Libro VIII | Ansia di Annibale (1-24). Giunone manda Anna per consolarlo: Anna, la sorella di Didone, è ora una ninfa del fiume Numicio: racconta la sua storia e incoraggia Annibale predicendo la battaglia di Canne (25-241). C. Terenzio Varrone viene eletto console a Roma: i suoi discorsi vanagloriosi (242-277). Il suo collega, L. Emilio Paolo, ha paura di contrastarlo (278-297). Gli viene consigliato da Fabio di opporsi a Varrone (298-348). I consoli iniziano per la Puglia: un catalogo delle loro truppe (349-621). I presagi malvagi prima della battaglia allarmano i soldati (622-676). |
| Libro IX   | Varrone è ansioso di combattere e la sua audacia è aumentata da una scaramuccia di successo. Paolo tenta invano di trattenere il suo collega (1-65). Un orribile crimine commesso nell'ignoranza durante la notte fa presagire un disastro per i romani (66-177). Annibale incoraggia i suoi uomini e poi li disegna in linea di battaglia (178-243). Varrone fa lo stesso (244-277). La battaglia di Canne (278-X, 325). |
| Libro X    | Descrizione della battaglia continuata: valore e morte di Paolo (1-325). Irritato dalla vittoria, Annibale intende marciare su Roma il giorno successivo; ma Giunone manda il dio del sonno per fermarlo (326-370). Cede, nonostante le forti proteste di Mago (371-386). Il resto dell'esercito romano si raduna a Canusium: la loro misera situazione (387-414). Metello propone che i romani lascino l'Italia; ma Scipione minaccia la morte di lui e dei suoi simpatizzanti (415-18). Annibale esamina il campo di battaglia: il fedele cavallo di Clelio: la storia della sua antenata Clelia: il corpo di Paolo viene trovato e sepolto (449-577). Paura a Roma (578-591). Fabio incoraggia i suoi connazionali (592-604). Calma anche la furia della popolazione contro Varrone (605-622), che ritorna a Roma (623-639). |
| Libro XI   | Molte popolazioni italiane si ribellano da Roma e si uniscono ad Annibale (1-27). Anche Capua è incline a passare dai Cartaginesi: la ricchezza e le lussuose abitudini dei cittadini (28-54). Su moto di Pacuvio, inviano Virrio e altri inviati a Roma, chiedendo che uno dei due consoli sia un campano: questa richiesta è indignata rifiutata da Torquato, Fabio e Marcello (55-129). Capua passa ad Annibale: solo Decio protesta ma invano (180-189). Annibale inizia per Capua: ordina l'arresto di Decio, che sfida le sue minacce (190-258). Annibale visita la città e si diverte ad un grande banchetto (259-368): Teuthras di Cuma, musicista, suona e canta (288-302). Il figlio di Pacuvio intende pugnalare Annibale mentre festeggia, ma viene indotto da suo padre a rinunciare al suo piano (303-368). Mago viene inviato a Cartagine per annunciare la vittoria (369-376). Gli inverni di Annibale a Capua: Venere indebolisce lo spirito del suo esercito: egli stesso si diletta nella musica di Teuthras (377-482). Nel frattempo Mago riferisce a Cartagine i successi di Annibale e compie un feroce attacco su Hanno (483-553). Hanno risposte, esortando a fare la pace (554-600). Ma i rinforzi vengono inviati sia in Spagna che in Italia (600-611).                                                                                          |
| Libro XII  | Annibale lascia Capua: le sue truppe hanno perso il loro vigore e falliscono negli attacchi a Neapolis, Cuma e Puteoli (1-103). Visita Baiae e altri luoghi famosi (103-157). Marcia contro Nola, ma viene sconfitto da Marcello (158-294). I romani diventano più pieni di speranza e sono ulteriormente incoraggiati da un oracolo di Delfi (295-341). La guerra in Sardegna: Torquato sconfigge Ampsagora: un omaggio al poeta Ennio (342-419). Annibale brucia diverse città e prende la città di Tarentum ma non la cittadella (420-448). Ritorna per difendere Capua contro un blocco romano, battendo due eserciti romani lungo la strada: seppellisce il corpo di Ti. Sempronio Gracco (449-478). Incapace di farsi strada verso Capua, marcia contro Roma (479-540). Costernazione a Roma (541-557). Esamina le mura e i dintorni della città, ma viene ricondotto al suo accampamento da Fulvio Flacco che si era affrettato a tornare dalla Campania (558-573). Due tentativi di combattere una battaglia sono frustrati da una terribile tempesta inviata da Giove (574-667). Facendo un terzo tentativo, viene fermato da Giunone, che agisce per ordine di Giove (668-730). Gioia dei romani (731-752). |
| Libro XIII | Annibale si ritira sul fiume Tutia e gli viene impedito di attaccare di nuovo Roma da Dasio, un disertore, che spiega che la città è inespugnabile fintanto che contiene il Palladio. Ritorna nella terra dei Bruttii (1-93). I romani prendono Capua (94-380). Il padre e lo zio di Scipione vengono sconfitti e uccisi in Spagna (381-384). Questa notizia induce Scipione a scendere nell'Ade, a vedere gli spiriti dei suoi parenti (385-396). Vede molti fantasmi di uomini e donne famosi e, infine, la Sibilla prevede la morte di Annibale (897-893). Ritorna quindi nel mondo superiore (894, 895). |
| Libro XIV  | La campagna di Marcello in Sicilia: una descrizione dell'isola (1-78). Cause della guerra Morte di Ierone, re di Siracusa: successione di Ieronimo {79-95), che viene ucciso, con conseguente confusione generale (96-109). Marcello si prepara all'azione (110-124). Prende d'assalto Leontini (125-177). Blocca Siracusa via terra e via mare (178-191). Alleati di Siracusa (192-247). Alleati di Roma (248-257). Alleati siciliani di Cartagine (258-276). Fiducia dei siracusani (277-291). Il genio di Archimede sventa tutti i tentativi dei romani (292-352). Una lotta in mare (353-579). Uno scoppio delle operazioni di ritardo della peste (580-617). Alla fine la città è presa (618-684). |
| Libro XV   | Il Senato non può decidere quale generale inviare in Spagna. P. Cornelio Scipione è ansioso di andare, ma i suoi parenti lo dissuadono (1-17). È visitato da Virtù e Piacere, che si contendono la sua fedeltà (18-128). Incoraggiato dagli argomenti di Virtù, chiede il comando e lo riceve: un presagio di successo (129-151). La sua flotta atterra a Tarraco (152-179). Il fantasma di suo padre lo esorta nel sogno di prendere Cartagine: lo fa (180-250). Sacrifica agli dei, premia i suoi soldati e distribuisce il bottino: restituisce una fanciulla spagnola al suo amante ed è elogiato da Lelio per questa azione (251-285). Guerra contro Filippo, re di Macedonia (286-319). Fabio prende Tarentum con un trucco (320-333). I consoli, Marcello e Crispino, sono battuti da Annibale e Marcello viene ucciso (334-398). In Spagna Asdrubale viene messo in fuga da Scipione: elogio di Lelio (399-492). Asdrubale attraversa le Alpi, per unirsi a suo fratello in Italia (493-514). Grande allarme a Roma. Il console, C. Claudio Nerone, viene ammonito in sogno da una personificazione dell'Italia a marciare verso nord contro Asdrubale (515-559). Nerone si unisce all'altro console, M. Livio (560-600). La battaglia del Metauro (601-807). Nerone ritorna in Lucania e mostra ad Annibale la testa di suo fratello fissata su un palo (807-823). |
| Libro XVI  | Annibale si muove nel paese dei Brutti (1-22). I Cartaginesi vengono cacciati dalla Spagna: Magone viene sconfitto e paga a Cartagine (25, 26). Annone viene fatto prigioniero da Scipione (28-77). L'esercito di Asdrubale, figlio di Gisgone, viene distrutto (78-114). Masinissa, un principe numidico, si unisce a Scipione (115-167). Scipione e Asdrubale alla corte di Siface, re numida, che stipula un trattato con i romani; ma seguono presagi funesti (168-274). Scipione ritorna in Spagna e tiene giochi in onore di suo padre e suo zio (275-591). Ritorna a Roma ed è eletto console: nonostante l'opposizione di Fabio, ottiene il permesso di attraversare l'Africa (592-700). |
| Libro XVII | L'immagine di Cibele viene portata da Frigia a Roma e ricevuta a Ostia da P. Scipione Nasica: la castità di Claudia è confermata (1-45). Scipione attraversa l'Africa (46-58). Egli avverte Siface di non rompere il patto con Roma: il campo di Siface viene bruciato e lui viene fatto prigioniero (59-145). Asdrubale si ritira a Cartagine: Annibale viene richiamato dall'Italia (146-157). Il sogno di Annibale prima dell'arrivo della convocazione (158-169). Lascia l'Italia in obbedienza alle convocazioni (170-217). Decide di tornare in Italia, ma viene impedito da una terribile tempesta (218-291). Dopo l'atterraggio in Africa, incoraggia i suoi soldati (292-337). Giove e Giunone parlano del destino di Annibale (338-384). La battaglia di Zama (385-617). Scipione ritorna in trionfo a Roma (618-654). |

## L'impostazione etica del poema
L'epica necessita di quadri grandiosi. Silio Italico, basandosi sulla terza decade di Tito Livio, non può non vedere come il conflitto fra le due potenze mediterranee, Roma e Cartagine, sia di proporzioni enormi e destinato alla distruzione totale di uno dei due popoli. La posta in palio, come ricorda Polibio, era il dominio dell'ecumene.
Questo conflitto presenta uno degli scenari patriottici di maggiore coinvolgimento per la romanità, e anche per un lettore non attaccato al mos maiorum, come doveva produrre quella società, uscita da decenni di sanguinose guerre civili, che avevano distrutto non solo i beni materiali ma soprattutto la visione unitaria dello Stato romano.
E la grandiosità non è solo geopoliticaː Roma stessa viene messa in estremo pericolo, nel contempo evidenziando le virtù del popolo e dei comandanti che, attraverso questo pericolo ed con il perseguimento della virtù e della fides (l'osservanza dei giuramenti), raggiungono la gloria. Per contro, i nemici che questa fides non seguono e perseguono sono destinati alla sconfitta e alla distruzione.
Silio Italico recupera molti stilemi dell'epica nazionale di tipo arcaico calandoli, però, nello stile espressivo della poesia imperiale come si sviluppa con e dopo Virgilio. Il tentativo di recupero degli antichi valori romani che nasce da Augusto si stabilizza nell'esaltazione della patientia, della virtus, della pietas e, come detto, della fides, mentre i nemici cartaginesi ribollono di rabies, di perfidia. È lampante il tentativo, sempre di matrice epica, di delimitare chiaramente i campi dei contendenti, di qua il Bene, di là il Male, di ridare spessore agli ideali di rigore e diritto della prima Repubblica e di riportarsi all'indietro, in epoche che appaiono (ma sappiamo che in realtà non erano) libere dalla deriva politica dell'Urbe.

## Storia e mito nel poema

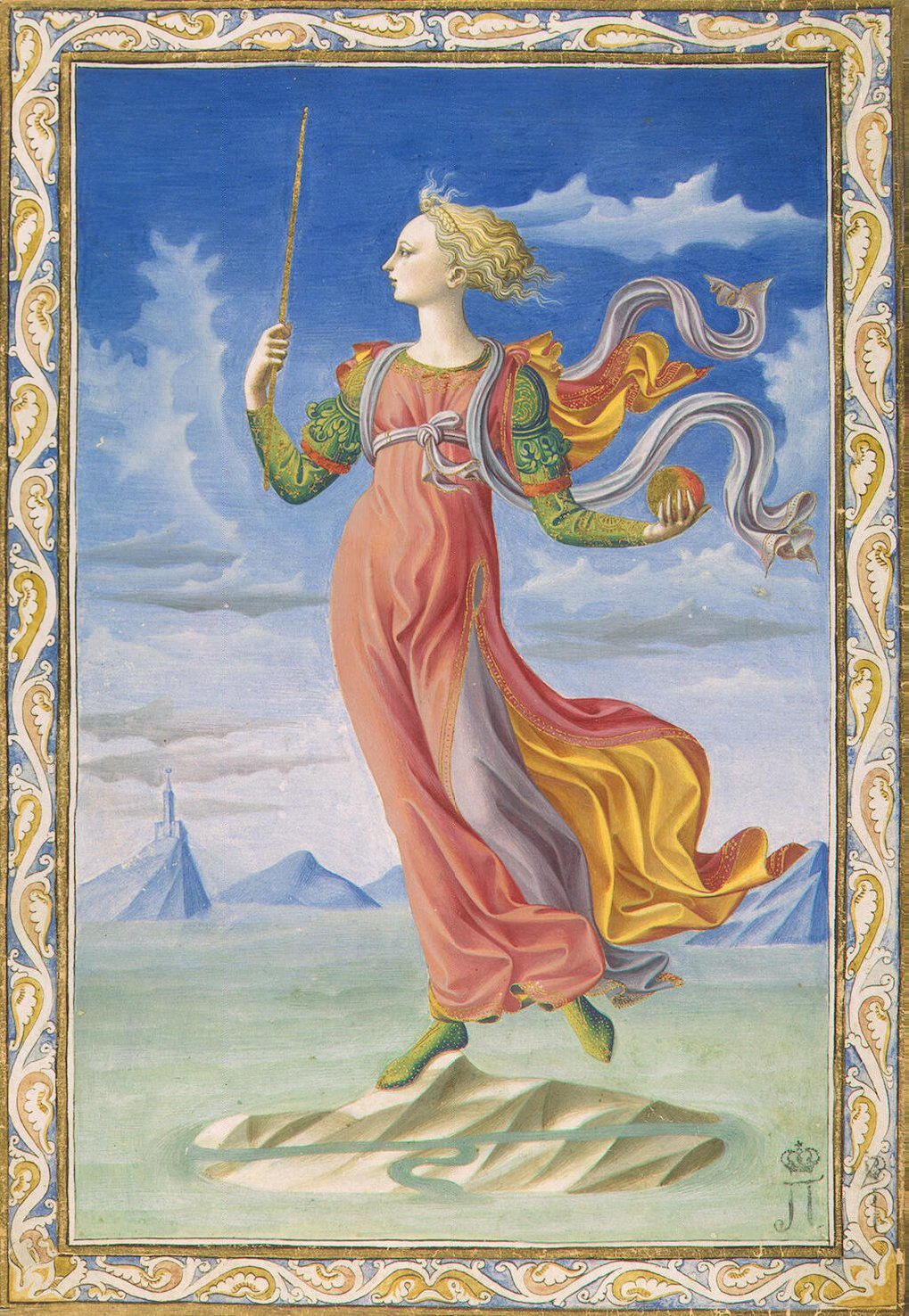
Allegoria di Roma in un manoscritto del poema (XV secolo)

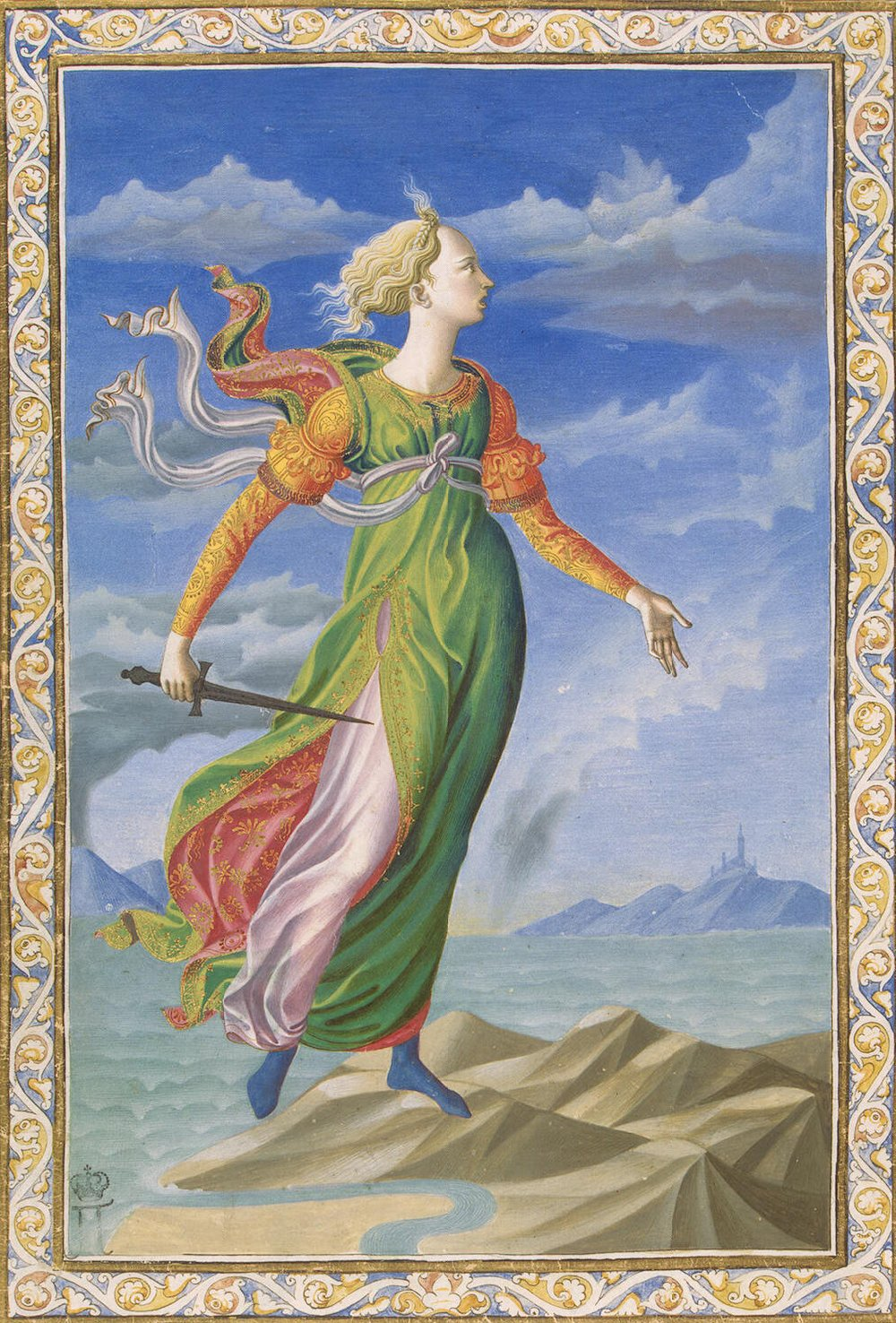
Allegoria di Cartagine in un manoscritto del poema (XV secolo)

Silio sceglie i suoi personaggi fra i più grandi prodotti dall'epica mediterraneaː Quinto Fabio Massimo, il Temporeggiatore, i consoli via via succedutisi alla guida della città e degli eserciti (Marcello, Gaio Claudio Nerone), i ricordi di precedenti eroi, romani (Marco Atilio Regolo, Gaio Lutazio Catulo) o nemici (Santippo). 
L'epica vera, però, necessita di figure grandiose e allora due veri protagonisti si ergono sopra le figure di contorno. Da una parte "il" nemico, Annibale con l'assedio di Sagunto, la traversata dei Pirenei della Provenza delle Alpi, l'autore delle più cocenti sconfitte romane al Trasimeno, a Canne, il nemico che più si era avvicinato alle mura dell'Urbe dopo Brenno, contro il quale si pone Scipione l'Africano, il romano che si dedicò alla lotta contro il cartaginese e lo sconfisse contro il volere stesso del Senato di Roma.
Aeneadum patiturque ferox Oenotria iura 
Carthago.»
(I, 1-3; traduzione Vinchesi)
Si potrebbe pensare di demandare la descrizione del contenuto alla lettura di un manuale sulla seconda guerra punica, e sarebbe un grave errore. È vero che Silio Italico basa il suo poema sulla storia; un solo esempio; dopo la traversata delle Alpi, Annibale fa riposare le sue truppe, e 
(IV, 41-42; traduzione Vinchesi)
due versi che assieme a quelli che li precedono e li seguono risuonano delle parole di Tito Livio:
(Tito Livio, Ab Urbe condita libri, XXI, 35, in Vinchesi, p. 254, nota 5.)
È anche vero, però, che la storia è solo la scusa per dispiegare i personaggi e far loro compiere scelte eroiche e azioni leggendarie. I personaggi storici compiono le azioni che hanno davvero compiuto ma attorno a loro decine di esseri soprannaturali li spingono, li aiutano, li frenano. E i personaggi stessi sono mostrati nelle loro idiosincrasie, nelle loro debolezze, nei loro stessi pensieri. Dove ovviamente, lo storico non può entrare, il poeta entra e, forse, coglie verità difficili da vedere e comunque da dimostrare.
Così, sparsi a piene mani nel poema, decine di riferimenti a opere storiche e tradizioni mitologiche intrecciano l'epica con gli avvenimenti reali che videro Roma combattere, temere e vincere il più pericoloso dei suoi nemici e credenze religiose ancora attuali nella società romana di Domiziano. Infatti, se gli avvenimenti che videro le gesta di Annibale e di Scipione sono ben fissi nella pietra della storia, "Punica" è un poema epico e, in quanto tale, vede la presenza fra le forze che giocano con il destino dei popoli romano e cartaginese. Dèi e semidei, esattamente come l'Iliade, l'Odissea, l'Eneide ci hanno abituati a leggere si interessano delle sorti dei protagonisti e tramite loro di quelle dei popoli.
L'intero Olimpo (che ai tempi di Silio era stato completamente assorbito nella religione romana) partecipa alle varie battaglie. Ogni dio a fianco del proprio protetto pone le sue capacità al servizio dell'uomo. Variamente travestiti gli dei, esattamente come gli dèi omerici, fermano le mani dei nemici per salvare il campione. Giunone a Canne e a Zama, praticamente tutto l'Olimpo - variamente schierato - a Canne; Didone, fondatrice di Cartagine muove il fiume Trebbia contro i romani, manda Eolo a scatenare il vento Volturno ad accecare le legioni a Canne. Giove si schiera poco imparzialmente a favore di Roma, forse per aumentarne la gloria attraverso le difficoltà. Venere manda il marito Vulcano a salvare il padre dell'Africano al Ticino e naturalmente è Venere che sfianca Annibale con l'amore nei famosi "ozi di Capua". Stranamente Minerva, il cui Palladio proteggeva Roma, si schiera con i Cartaginesi, anche se solo per salvare Annibale e non Cartagine. Ancora più peculiare è la decisione della ninfa Anna Perenna, divinità prettamente laziale, di porsi al fianco dei cartaginesi; ma tale scelta è giustificata dall'identificazione della divinità con Anna, sorella di Didone.
Oltre agli dèi maggiori, entra in gioco una schiera di figure divine secondarie; fra questi: Vesta, Quirino, Fortuna e Giano per Roma e l'asiatica Cibele per i cartaginesi. Appare anche tutta una serie di categorie morali che vengono personificate e divinizzate: Fides, Virtus, Metus, Pietas, Clementia e così via enumerando. I riferimenti cercati da Silio Italico sono alle varie produzioni di Seneca, Stazio ma già ampiamente codificate nella letteratura, epica e non, dell'antichità.

## L'eroe
Se Virgilio canta apertamente la gloria di Augusto quale discendente di Enea e quindi semidivino, è stato ravvisato che, in Silio Italico, la figura del giovane eroe Publio Cornelio Scipione presenta numerosi accostamenti al princeps in carica quando l'autore compose il poema: Domiziano.
La figura centrale, l'eroe assoluto è, quindi, Publio Cornelio Scipione, in parte divinizzato anche per seguire quella fama (probabilmente da lui stesso sparsa) di essere figlio di Giove e che tanto sembra averlo aiutato nella presa di Carthago Nova. Il fatto di essere figlio di Giove rende l'Africano fratello di Ercole, altro figlio di Giove e fondatore di Sagunto, la città martire e casus belli che Scipione vendicherà e ricostruirà. All'interno del grande affresco che si snoda per libri e versi giganteggia la figura di Scipione utilizzato per la gloria sua, di Roma e - per traslato - dell'imperatore. Addirittura, come un Ulisse o un Enea, Scipione, poco più che ventenne, si reca agli Inferi per conoscere il suo destino nella guerra in Iberia contro Asdrubale e Magone i fratelli di Annibale.
Il poema si snoda sulla falsariga dell'avventura del generale cartaginese che fornisce la base per la glorificazione di Roma, di Scipione e quindi di Domiziano. L'intreccio di figure umane, divine e semidivine che combattono parallele nell'intera epopea ci porta, man mano, alla nota conclusione: la battaglia di Zama che vede le speranze di Annibale terminare, in Punica, anche per l'azione diversiva di Giunone. Annibale è tagliato fuori dall'azione, cerca di ritornare nel fulcro della battaglia ma la dea non glielo permette e lo svia. E gli uomini del suo esercito
(XVII, 583-588; traduzione Vinchesi)
Annibale definitivamente sconfitto abbandona il campo ed il poema si chiude con il peana per Scipione, eroe della romanità, spinto alla gloria dalle sue capacità e dagli stessi dèi, primo - a parere di Silio Italico - ad assumere il cognomen della terra conquistata, Africa. La conclusione è un saluto a Scipione, chiamato "parens", Padre della Patria, a in questo accomunato a Quirino, il divinizzato Romolo fondatore e a Camillo il (leggendario?) liberatore dai Galli di Brenno.
(I, 651-654; traduzione Vinchesi)

## Edizioni italiane
- Le guerre puniche, Introduzione, traduzione e note di Maria Assunta Vinchiesi, testo latino a fronte, Collana BUR nn. L1344-L1345, Milano, Rizzoli, 2001, ISBN 88-17-86624-5.